# Gegeneophis seshachari
Espèce
Statut de conservation UICN

 DD  : Données insuffisantes
Gegeneophis seshachari est une espèce de gymnophiones de la famille des Indotyphlidae.

## Répartition
Cette espèce est endémique du district de Ratnagiri dans l'État de Maharashtra en Inde.

## Étymologie
Cette espèce est nommée en l'honneur de Bagepalli Ramachandrachar Seshachar.

## Publication originale
- Ravichandran, Gower & Wilkinson, 2003 : A new species of Gegeneophis Peters (Amphibia: Gymnophiona: Caeciliidae) from Maharashtra, India. Zootaxa, no 350, p. 1-8.